# Togüí
Togui là một thị xã và đô thị thuộc Boyacá Department, Colombia, thuộc phân vùng Ricaurte.